# 베링 (빈)
베링(독일어: Währing)은 오스트리아 빈의 제 18구역이다.